# .vu
.vu és el domini de primer nivell territorial (ccTLD) de Vanuatu.
Al principi, els dominis .vu es regalaven a qualsevol que en demanés, però ara es venen de manera comercial, com als altres dominis de primer nivell.